# Vláda Petra Nečase
Vláda Petra Nečase byla od července 2010, kdy ji jmenoval prezident republiky Václav Klaus, po dobu tří let vládou České republiky. Měla středopravicový charakter, v rámci koalice na ní participovaly tři politické strany – Občanská demokratická strana, TOP 09 a Věci veřejné, od května 2012 pak také LIDEM – liberální demokraté, jejíž členové původně zastupovali Věci veřejné, v poměru křesel 6:5:4. Tvořilo ji 15 členů, což bylo historicky nejméně v rámci českých vlád spolu s prvním Topolánkovým a prvním Babišovým kabinetem, které ovšem nezískaly důvěru, a druhým Babišovým. Po vládní krizi na jaře 2011 se počet členů kabinetu zvýšil na 16 a v prosinci 2012 na 17. Programové prohlášení předložila 4. srpna 2010 a o důvěru Poslanecké sněmovny Parlamentu ČR požádala 10. srpna. Pro se vyslovilo 118 koaličních poslanců, proti bylo 82 členů opozice. Vládě tak důvěra byla vyslovena.
Původně byla vyjednávána od června 2010, po řádných sněmovních volbách konaných 28. a 29. května 2010. Premiérem byl Petr Nečas jmenován 28. června 2010. Svůj záměr vlády s účastí Občanské demokratické strany, TOP 09 a Věcí veřejných nazval koalice rozpočtové odpovědnosti, vlády práva a boje proti korupci. Vzhledem k tomu, že koalici tvoří právě ty tři strany, k jejichž podpoře se předtím přihlásil podnikatel Zdeněk Bakala, je někdy nazývána Bakalova koalice. Někteří ji pak kvůli svým rozčarovaným nadějím, které do nové pravicové vlády vkládali, nazvali vládou národního zklamání.
Proti vládě se 21. dubna 2012 konala velká demonstrace, organizovaná odbory. Podle organizátorů se jí zúčastnilo 120 tisíc lidí, podle policie 80 až 90 tisíc lidí.
Předseda Českomoravské konfederace odborových svazů (ČMKOS) Jaroslav Zavadil vládu označil za vůbec nejhorší od roku 1950. Své tvrzení však následně zmírnil a později i úplně odvolal.
Předseda vlády Petr Nečas podal 17. června 2013 v 18.03 hod demisi. Prezident republiky Miloš Zeman jej pověřil dalším vedením kabinetu do jmenování nové vlády, která byla pod vedením Jiřího Rusnoka jmenována 10. července 2013.

## Sestavování vlády
Ačkoliv nejvíce hlasů a mandátů ve volbách získala ČSSD, sama ani společně s KSČM nedosahovala většiny mandátů. Ostatní tři úspěšné strany, tedy ODS, TOP 09 a Věci veřejné, dohromady získaly 118 z 200 mandátů. Bohuslav Sobotka, který se po odstoupení Jiřího Paroubka z vedení ČSSD za stranu vyjadřoval, požadoval po prezidentovi, aby ČSSD jako vítězná strana byla v souladu se zvyklostmi pověřena jednáním o sestavení vlády, rovněž předseda TOP 09 Karel Schwarzenberg sdělil prezidentovi svůj názor, že by měl dostat první šanci podle zvyklostí představitel vítězné ČSSD, stejný názor vyjádřili i Radek John z VV a Vojtěch Filip z KSČM, zatímco Petr Nečas vyjádřil názor, že jednáním o sestavení vlády by měl být pověřen on. Vojtěch Filip za KSČM navíc při jednáních s prezidentem požadoval, aby nebyl nikdo pouze pověřen sestavením nové vlády, ale aby byl rovnou jmenován nový premiér. Prezident Václav Klaus již od prvních dní po volbách prohlašoval, že nevidí jinou možnost koalice, než koalici tří stran s většinou 118 hlasů, ale s formálním pověřením či jmenováním i po schůzce s představiteli všech parlamentních stran dne 31. května vyčkával na výsledky dalších jednání.
Dne 4. června 2010 prezident Václav Klaus pověřil sestavením vlády Petra Nečase. V neděli 27. června 2010 oznámil prezident Václav Klaus, že novým předsedou vlády v pondělí 28. června 2010 v 10 hodin jmenuje Petra Nečase, což se i stalo.
Koncem června se tři jednající strany soustředily na velmi podrobné projednávání některých témat programového prohlášení vlády. Ačkoliv veřejně prohlašovaly, že personální otázky začnou řešit až po dokončení dohody na programu, podle médií bylo pro TOP 09 klíčové, aby Miroslav Kalousek byl ministrem financí, a VV důrazně vyjadřovalo zájem na postech ministrů vnitra (jímž měl být Radek John) a školství (Josef Dobeš); vyjednavačka VV Kristýna Kočí dokonce 27. června v televizní debatě uvedla, že jmenování Radka Johna ministrem vnitra je podmínkou účasti VV ve vládě. Poměr rozdělení křesel byl předběžně dohodnut na 6 pro ODS, 5 pro TOP 09 a 4 pro Věci veřejné. Petr Nečas v den svého jmenování měl ambici sestavit do 7. července koaliční vládu z ministrů za ODS, TOP 09 a Věci veřejné, která by se opírala o většinu 118 poslanců. Koncem června 2010 média předpokládala, že Karel Schwarzenberg obsadí post ministra zahraničí.
V pondělí 12. července 2010 byla podepsána koaliční smlouva,  která je ovšem jen velmi obecně definovaná a strany tak čekalo vyjednávání o konkrétních podobách reforem v průběhu vládnutí.

## Legitimita vlády
Legitimita vlády od občanů ČR. (na základě voleb a na začátku vládnutí – pozdější změny v poslaneckých klubech nejsou zohledněny)
| vládní strana         | počet hlasů ve volbách | % zisk  | počet mandátů v PSP ČR | počet křesel ve vládě | předseda strany     |
| --------------------- | ---------------------- | ------- | ---------------------- | --------------------- | ------------------- |
| ODS                   | 1 057 792              | 20,22 % | 53                     | 6                     | Petr Nečas          |
| TOP 09                | 873 833                | 16,70 % | 41                     | 5                     | Karel Schwarzenberg |
| VV                    | 569 127                | 10,88 % | 24                     | 4                     | Radek John          |
| vládní strany celkově | 2 500 752              | 47,8 %  | 118                    | 15                    |                     |
| ČR celkově            | 5 230 859              | 100 %   | 200                    | -                     |                     |

## Seznam členů vlády
| Úřad                                                                                   | Člen vlády          | Člen vlády          | Subjekt         | Subjekt         | Nástup do úřadu    | Odchod z úřadu     |
| -------------------------------------------------------------------------------------- | ------------------- | ------------------- | --------------- | --------------- | ------------------ | ------------------ |
| Předseda vlády                                                                         | Petr Nečas          |                     |                 | ODS             | 28. června 2010    | 10. července 2013  |
| 1. místopředseda vlády Ministr zahraničních věcí                                       | Karel Schwarzenberg | Karel Schwarzenberg |                 | TOP 09          | 13. července 2010  | 10. července 2013  |
| Místopředseda(kyně) vlády Předseda(kyně) Vládního výboru pro koordinaci boje s korupcí | Radek John          | Radek John          |                 | VV              | 13. července 2010  | 20. května 2011    |
| Místopředseda(kyně) vlády Předseda(kyně) Vládního výboru pro koordinaci boje s korupcí | Karolína Peake      | Karolína Peake      |                 | VV              | 1. července 2011   | 10. července 2013  |
| Místopředseda(kyně) vlády Předseda(kyně) Vládního výboru pro koordinaci boje s korupcí | Karolína Peake      | Karolína Peake      | LIDEM           |                 | 1. července 2011   | 10. července 2013  |
| Ministr vnitra                                                                         | Radek John          | Radek John          |                 | VV              | 13. července 2010  | 21. dubna 2011     |
| Ministr vnitra                                                                         | Jan Kubice          | Jan Kubice          |                 | nestr. za VV    | 22. dubna 2011     | 10. července 2013  |
| Ministr vnitra                                                                         | Jan Kubice          | Jan Kubice          | nestr. za LIDEM |                 | 22. dubna 2011     | 10. července 2013  |
| Ministr(yně) práce a sociálních věcí                                                   | Jaromír Drábek      | Jaromír Drábek      |                 | TOP 09          | 13. července 2010  | 31. října 2012     |
| Ministr(yně) práce a sociálních věcí                                                   | Ludmila Müllerová   | Ludmila Müllerová   |                 | TOP 09          | 16. listopadu 2012 | 10. července 2013  |
| Ministr pro místní rozvoj                                                              | Kamil Jankovský     | Kamil Jankovský     |                 | VV              | 13. července 2010  | 10. července 2013  |
| Ministr pro místní rozvoj                                                              | Kamil Jankovský     | Kamil Jankovský     | LIDEM           |                 | 13. července 2010  | 10. července 2013  |
| Ministr zdravotnictví                                                                  | Leoš Heger          | Leoš Heger          |                 | TOP 09          | 13. července 2010  | 10. července 2013  |
| Ministr financí                                                                        | Miroslav Kalousek   | Miroslav Kalousek   |                 | TOP 09          | 13. července 2010  | 10. července 2013  |
| Ministr spravedlnosti                                                                  | Jiří Pospíšil       | Jiří Pospíšil       |                 | ODS             | 13. července 2010  | 27. června 2012    |
| Ministr spravedlnosti                                                                  | Pavel Blažek        | Pavel Blažek        |                 | ODS             | 3. července 2012   | 10. července 2013  |
| Ministr(yně) kultury                                                                   | Jiří Besser         |                     |                 | navržen TOP 09  | 13. července 2010  | 16. prosince 2011  |
| Ministr(yně) kultury                                                                   | Alena Hanáková      | Alena Hanáková      |                 | navržena TOP 09 | 20. prosince 2011  | 10. července 2013  |
| Ministr průmyslu a obchodu                                                             | Martin Kocourek     | Martin Kocourek     |                 | ODS             | 13. července 2010  | 14. listopadu 2011 |
| Ministr průmyslu a obchodu                                                             | Martin Kuba         | Martin Kuba         |                 | ODS             | 16. listopadu 2011 | 10. července 2013  |
| Ministr zemědělství                                                                    | Ivan Fuksa          |                     |                 | ODS             | 13. července 2010  | 4. října 2011      |
| Ministr zemědělství                                                                    | Petr Bendl          | Petr Bendl          |                 | ODS             | 6. října 2011      | 10. července 2013  |
| Ministr školství, mládeže a tělovýchovy                                                | Josef Dobeš         | Josef Dobeš         |                 | VV              | 13. července 2010  | 31. března 2012    |
| Ministr školství, mládeže a tělovýchovy                                                | Petr Fiala          | Petr Fiala          |                 | nestr. za ODS   | 2. května 2012     | 10. července 2013  |
| Ministr(yně) obrany                                                                    | Alexandr Vondra     | Alexandr Vondra     |                 | ODS             | 13. července 2010  | 7. prosince 2012   |
| Ministr(yně) obrany                                                                    | Karolína Peake      | Karolína Peake      |                 | LIDEM           | 12. prosince 2012  | 20. prosince 2012  |
| Ministr(yně) obrany                                                                    | Petr Nečas          | Petr Nečas          |                 | ODS             | 21. prosince 2012  | 18. března 2013    |
| Ministr(yně) obrany                                                                    | Vlastimil Picek     | Vlastimil Picek     |                 | nestr. za LIDEM | 19. března 2013    | 10. července 2013  |
| Ministr dopravy                                                                        | Vít Bárta           | Vít Bárta           |                 | VV              | 13. července 2010  | 21. dubna 2011     |
| Ministr dopravy                                                                        | Radek Šmerda        |                     |                 | nestr. za VV    | 21. dubna 2011     | 1. července 2011   |
| Ministr dopravy                                                                        | Pavel Dobeš         | Pavel Dobeš         |                 | VV              | 1. července 2011   | 3. prosince 2012   |
| Ministr dopravy                                                                        | Pavel Dobeš         | Pavel Dobeš         | LIDEM           |                 | 1. července 2011   | 3. prosince 2012   |
| Ministr dopravy                                                                        | Zbyněk Stanjura     | Zbyněk Stanjura     |                 | ODS             | 12. prosince 2012  | 10. července 2013  |
| Ministr životního prostředí                                                            | Pavel Drobil        | Pavel Drobil        |                 | ODS             | 13. července 2010  | 21. prosince 2010  |
| Ministr životního prostředí                                                            | Tomáš Chalupa       | Tomáš Chalupa       |                 | ODS             | 17. ledna 2011     | 10. července 2013  |
| Předseda(kyně) Legislativní rady vlády                                                 | Jiří Pospíšil       | Jiří Pospíšil       |                 | ODS             | 13. července 2010  | 13. července 2011  |
| Předseda(kyně) Legislativní rady vlády                                                 | Karolína Peake      | Karolína Peake      |                 | VV              | 13. července 2011  | 12. prosince 2012  |
| Předseda(kyně) Legislativní rady vlády                                                 | Karolína Peake      | Karolína Peake      | LIDEM           |                 | 13. července 2011  | 12. prosince 2012  |
| Předseda(kyně) Legislativní rady vlády                                                 | Petr Mlsna          |                     |                 | nestr. za LIDEM | 12. prosince 2012  | 10. července 2013  |

## Poměr sil ve vládě

### Počet ministrů
| - ODS    | 6 |
| - TOP 09 | 5 |
| - VV     | 4 |

| - ODS    | 6 |
| - TOP 09 | 5 |
| - VV     | 5 |

| - ODS    | 7 |
| - TOP 09 | 5 |
| - VV     | 4 |

| - ODS    | 7 |
| - TOP 09 | 5 |
| - LIDEM  | 4 |

| - ODS    | 6 |
| - TOP 09 | 5 |
| - LIDEM  | 6 |

## Agenda
- Církevní restituce v Česku
- Česká důchodová reforma (2011)
- Reforma vysokých škol v Česku

## Neúspěšné návrhy na vyslovení nedůvěry vládě
Opoziční ČSSD vyvolala v Poslanecké sněmovně 21. prosince 2010 hlasování o nedůvěře vládě. Příčinou se stala kauza údajné korupce na Státním fondu životního prostředí, která vedla k demisi ministra životního prostředí Pavla Drobila. Pro vyslovení nedůvěry bylo 80 poslanců ČSSD a KSČM, proti 113 koaličních členů ODS, TOP 09 a Věcí veřejných. Potřebných 101 hlasů opozice nedosáhla a vládě tak nedůvěra vyslovena nebyla.
Druhý pokus o vyslovení nedůvěry vládě vyvolala opozice 26. dubna 2011. Ze 198 přítomných členů Poslanecké sněmovny hlasovalo 114 koaličních poslanců ODS, TOP 09 a Věcí veřejných „proti návrhu,“ 84 členů za ČSSD, KSČM a tři nezařazení poslanci Huml, Kočí a Škárka, původně zvolení za VV, byli „pro návrh.“ Dva poslanci, Jana Suchá (VV) a Petr Jalowiczor (ČSSD), byli omluveni. Nutných 101 hlasů pro vyslovení nedůvěry nebylo dosaženo a vládě tak nedůvěra vyslovena nebyla.

## Vývoj ve vládě

### Vládní krize na jaře 2011

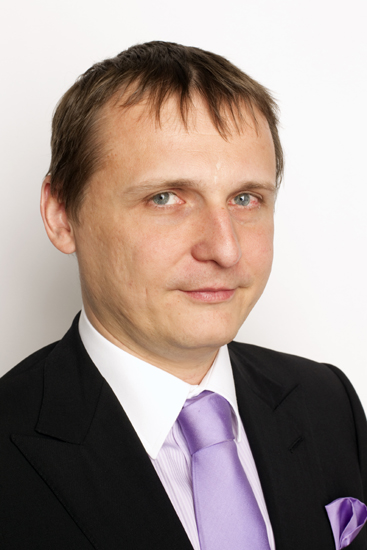
Vít Bárta

V dubnu 2011 došlo k vládní krizi po medializaci kauzy nejasného financování poslanců Věcí veřejných Vítem Bártou. Po trojkoaliční schůzce K9 8. dubna 2011, kterou zástupci Věcí veřejných předčasně opustili, premiér Petr Nečas oznámil, že v pondělí 11. dubna prezidentu republiky navrhne odvolání dvou ministrů za tuto stranu Radka Johna, Josefa Dobeše a předá demisi ministra Víta Bárty, který již na funkci rezignoval v odpoledních hodinách. Tak se také stalo.
Věci veřejné podmiňovaly další setrvání v trojkoaličním projektu demisí ministrů Fuksy, Kalouska a Vondry, a to podle principu „presumpce viny,“ který byl podle stranického vyjádření uplatněn na jejich členy kabinetu. 11. dubna nabídl svou demisi premiéru Nečasovi ministr obrany Alexandr Vondra, aby neblokoval vládní změny a umožnil budoucí spolupráci trojkoalice.
19. dubna vzešla z jednání ve formátu K12 koaliční dohoda, podle níž po rekonstrukci vlády Radek John setrval na postu vicepremiéra, nově s gescí boje proti korupci, Josef Dobeš zůstal ministrem školství, mládeže a tělovýchovy, novým ministrem dopravy se stal Radek Šmerda a ministrem vnitra pak Jan Kubice. Oba nastupující členové byli nominováni společně lídry vládní koalice, čímž Věci veřejné ztratily ministerstvo dopravy, jejich počet zástupců v kabinetu klesl ze čtyřech na tři. Dva nové ministry jmenoval prezident republiky 21. dubna.
Na základě dohody pak vláda 27. dubna zřídila Vládní výbor pro koordinaci boje s korupcí, jehož předsedou se stal vicepremiér Radek John. V květnu 2011 oznámil, že podá demisi na svůj úřad kvůli neshodám s premiérem v personálních otázkách. Tu 17. května premiér přijal a prezident republiky jej pak 20. května odvolal.
Věci veřejné v průběhu června žádaly obsazení čtyř ministerských postů členy strany, což jim garantuje koaliční smlouva. Předseda strany Radek John mluvil o tom, že VV mají ve vládě pouze 2,5 ministra. Strana proto žádala odchod nestraníka Radka Šmerdy z postu ministra dopravy, kam ho předtím sama nominovala. Šmerda prý neplnil stranickou politiku. Strana také chtěla vládní post pro svou 1. místopředsedkyni Karolínu Peake. Pro tu VV žádaly post ministryně spravedlnosti, ale premiér Nečas jim nabídl místo místopředsedkyně vlády a předsedkyně Legislativní rady vlády. Šmerda nakonec podal demisi. Prezident 1. července jmenoval novým ministrem dopravy Pavla Dobeše a Karolína Peake se stala místopředsedkyní vlády, předsedkyní Legislativní rady vlády a předsedkyní Vládního výboru pro koordinaci boje proti korupci. Stala se zároveň první ženou v Nečasově vládě.

### Spor o Ladislava Bátoru

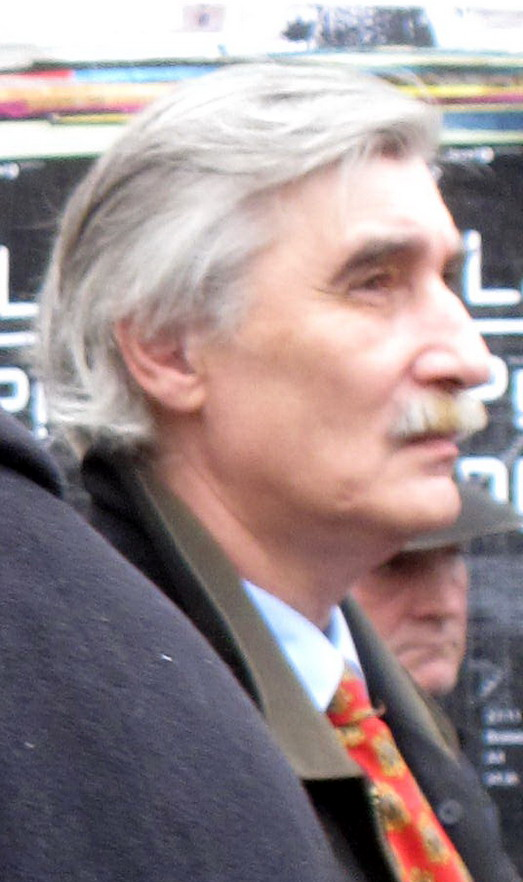
Ladislav Bátora v roce 2009

Ministr školství Josef Dobeš jmenoval přes odpor koaličních partnerů kontroverzního politického aktivistu Ladislava Bátoru personálním šéfem ministerstva školství. Bátora se pak v srpnu 2011 dostal do slovní přestřelky s místopředsedou vlády Karlem Schwarzenbergem, který prohlásil, že se Bátora hodí na ministerstvo školství jako "pazdeří k jisté části těla". V reakci na to Bátora označil Schwarzenberga za "prskajícího starého chudáčka". TOP 09 pak požadovala Bátorův odchod z ministerstva s tím, že považuje za "naprosto nepřijatelné, aby jakýkoliv státní úředník veřejné urážel jakéhokoli člena vlády". Ministr Dobeš se ale s podporou např. tajemníka prezidenta Ladislava Jakla za Bátoru postavil, za jeho výroky se ale omluvil. TOP 09 se pak na protest proti Bátorově setrvání v úřadu přestala účastnit jednání vlády. Do sporu se pak vložil i premiér Petr Nečas, který odmítl, aby "spor o jednoho subalterního úředníka blokoval činnost celé vlády". Na to reagoval ministr financí Miroslav Kalousek s tím, že nemá smysl existence vlády, která dovolí, aby státní úředník s extremistickými názory urážel ústavního činitele. Navíc prý TOP 09 upozorňovala na celou situaci již déle, ale řešení nepřišlo. Kalousek také řekl, že pokud se spor nevyřeší, nepustí do vlády důležité reformní zákony. Dobeš se od Bátorových výroků další den distancoval, ale TOP 09 nadále požadovala Bátorovo odvolání. Místopředseda ODS Pavel Drobil pak podezíral Kalouska, že chce ve skutečnosti vyvolat předčasné volby. Po jednání K9 ministr Dobeš ustoupil a k 1. září odvolal Bátoru z funkce personálního šéfa ministerstva a stane se ministrovým vicekancléřem pro majetkové věci, čímž byl vlastně povýšen. V říjnu pak Bátora odešel na vlastní žádost i z této funkce, protože prý odmítal čelit neustálým útokům, do prosince zůstal ještě poradcem ministra školství Dobeše.

### Změny ve vládě na podzim 2011
V průběhu podzimu 2011 došlo ve vládě postupně k několika personálním změnám. Nejprve premiér nečekaně odvolal 4. října ministra zemědělství Ivana Fuksu, s jehož prací byl údajně dlouhodobě nespokojen. Média ale uváděla jako důvod to, že Fuksa patřil ke křídlu Nečasova stranického odpůrce Petra Tluchoře. První místopředseda TOP 09 a ministr financí Miroslav Kalousek se Fuksy zastal, naopak předseda Věcí veřejných Radek John jeho odvolání přivítal. Strana jej požadovala již na jaře. Fuksu nahradil 6. října bývalý ministr dopravy Petr Bendl. Petr Tluchoř nařkl premiéra z toho, že se snaží změnit rozložení sil ve středočeské ODS před volbou nového předsedy, kde se proti sobě měli postavit Tluchoř a Bendl. Fuksa patřil mezi Tluchořovy spojence.
Dalším vyměněným se stal ministr průmyslu a obchodu Martin Kocourek. Ten nebyl schopen uspokojivě vysvětlit původ 16 milionů korun na bankovním kontě své matky. Peníze se na kontě objevily v době, kdy byl Kocourek předsedou dozorčí rady ČEZ a pocházely od společnosti Eton Ventures registrované v Novém Mexiku. Na transakci se podílela rovněž společnost Key Investments, která dostávala od ČEZ milionové zakázky. Ministr pak vysvětloval, že peníze na matčino konto "odklonil" před manželkou v době rozvodu. Kocourek nakonec nabídl premiérovi demisi, ten ji přijal a ministr k 14. listopadu ve funkci skončil. O dva dny později prezident jmenoval na jeho místo šéfa jihočeské ODS a vicehejtmana Jihočeského kraje Martina Kubu.
V prosinci vyšlo najevo, že ministr kultury Jiří Besser neuvedl v majetkovém přiznání svůj podíl ve společnosti Comoros Group, jejímž prostřednictvím koupil byt na Floridě. Navíc se ukázalo, že jeho společník Pavel Hrách byl v minulosti odsouzen za korupci. Besser nakonec rezignoval, protože prý necítil podporu ve svém domovském hnutí Starostové a nezávislí. Prezident jeho demisi k 16. prosinci přijal. Starostové a nezávislí potom navrhli na jeho místo poslankyni Alenu Hanákovou a rektora AMU Iva Mathé, jehož doporučili zástupci kulturní scény. Definitivní jméno měl pak vybrat předseda TOP 09 Karel Schwarzenberg. Mathé se na schůzce se Schwarzenbergem nominace vzdal, mimo jiné proto, že by prý jeho jméno mohlo kvůli jeho spojení s bývalým prezidentem Havlem vadit prezidentu Klausovi, který již dříve protestoval proti jmenování Schwarzenberga ministrem zahraničí. Ministryní kultury tak byla 20. prosince jmenována Alena Hanáková a stala se tak druhou ženou ve vládě.

### Rozštěpení strany a poslaneckého klubu Věcí Veřejných na jaře 2012

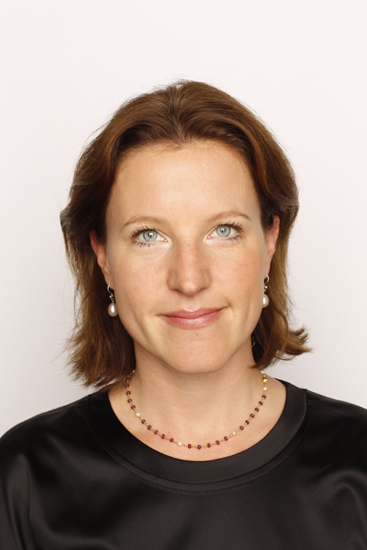
Karolína Peake

V důsledku vleklé vládní politické krize a vnitrostranických sporů ve straně Věcí Veřejných, 17. dubna 2012, pouhé čtyři dny po vyhlášení rozsudku nad poslanci VV Vítem Bártou a Jaroslavem Škárkou,
ohlásila dosavadní místopředsedkyně VV, poslankyně a místopředsedkyně vlády za Věci veřejné Karolína Peake odchod z Věcí Veřejných a založení nové politické platformy. Odchod z Věcí Veřejných a přechod do platformy Karolíny Peake následně potvrdili oba zbývající ministři za Věci Veřejné – Pavel Dobeš a Kamil Jankovský a dále 4 z 21 poslanců, kterými strana v té době disponovala – Lenka Andrýsová, Dagmar Navrátilová, Viktor Paggio a Jana Suchá. Spolu s Karolínou Peake prý nadále hodlají plnit koaliční smlouvu.. O den později měla tato parlamentní frakce včetně samotné K. Peake a přistoupivších Jiřího Rusnoka a Martina Vacka k dispozici již 7 poslanců. Premiér Nečas v té době vypověděl koaliční spolupráci s Věcmi veřejnými a vyjádřil se, že s platformou Karolíny Peake bude ochotný spolupracovat, ale pouze tehdy, vytvoří-li tito poslanci alespoň poslanecký klub (pro který platí minimum 10 poslanců), bez takovéto podpory by většinu ve sněmovně již nepovažoval za bezpečnou a raději vyhlásí předčasné volby.
Předseda strany Radek John reagoval na vystoupení Karolíny Peake ze strany ze zahraničí prohlášením, že je šokován a že situace mu připomíná "Sarajevský atentát" v ODS z roku 1997. Dále uvedl: „Odpadlíci využili mé cesty do Varšavy, o které dlouhodobě věděli a za mými zády vyhlásili platformu funkcí a postů.“. 19. dubna pak poslanecký klub Věcí Veřejných ze svého středu vyloučil jednak Víta Bártu a jednak již sedm "přeběhlíků", kteří opustili stranu pro frakci Karolíny Peake (včetně Jiřího Rusnoka, Martina Vacka). Hlasování se účastnilo zbývajících 12 členů poslaneckého klubu. 21. dubna z Věcí Veřejných přestoupil do platformy Karolíny Peake osmý poslanec – Radim Vysloužil. Kabinet ODS, TOP 09 a platformy kolem vicepremiérky Karolíny Peake dostal 27. dubna 2012 důvěru sněmovny. Pro vládu hlasovalo 105 ze 198 přítomných poslanců, proti bylo 93 poslanců.. Platforma kolem Karolíny Peake v květnu založila politickou stranu s názvem LIDEM.
Rozštěpení Věcí veřejných ovlivnilo i hledání nového ministra školství. Z této funkce odstoupil již ke 31. březnu Josef Dobeš, oficiálně kvůli nesouhlasu s dalšími škrty v resortu školství. Po rozštěpení VV odmítli zástupci ODS a TOP 09, že by platforma okolo Peake měla mít nárok na čtyři vládní posty po VV, když má méně členů než měly původní VV. Koalice se tedy rozhodla najít na post ministra školství nestranického odborníka. Tím se stal prorektor Masarykovy univerzity a vědecký poradce premiéra Nečase Petr Fiala, který byl jmenován 2. května 2012 prezidentem Klausem.

### Odvolaný odchod členů LIDEM z vlády

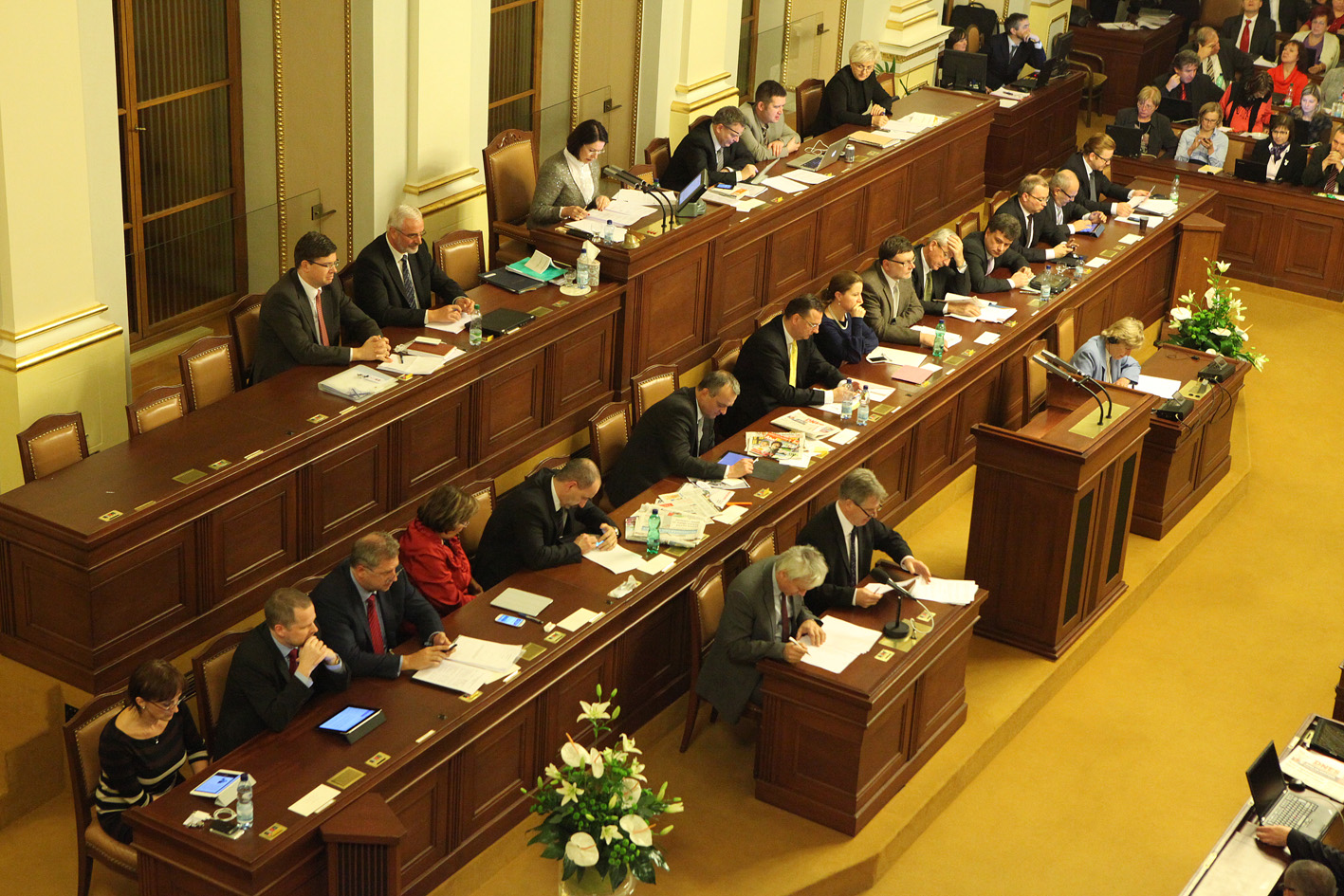
Vláda na jednání Poslanecké sněmovny 17. ledna 2013

Poté, co předseda vlády Petr Nečas 20. prosince 2012 odvolal ministryni obrany Karolínu Peake po osmi dnech v úřadu, vyzvalo vedení LIDEM své ministry, aby k 10. lednu 2013 podali demisi. Premiér odvolání zdůvodnil tím, že jeho důvěra k ní jako ministryni obrany, klesla do záporných hodnot. Jako hlavní důvod uvedl její odvolání 1. náměstka Vlastimila Picka. Prezident republiky Václav Klaus v pátek 21. prosince pověřil řízením Ministerstva obrany předsedu vlády Petra Nečase. Po jmenování do funkce premiér opět jmenoval svým 1. náměstkem odvolaného Vlastimila Picka. Vedení ODS, po svém jednání 21. prosince v Kramářově vile, projevilo zájem o další koaliční spolupráci s TOP 09 a LIDEM. Karolína Peake a poslanec Viktor Paggio oznámili, že nemají problém s ODS ani s TOP 09, ale s premiérem Nečasem. Zároveň se vyjádřili, že nechtějí znovu vstupovat do vlády, ale že zváží podporu vlády v Poslanecké sněmovně.
LIDEM ale později deklarovaly, že ve vládě zůstanou. Poslanec Viktor Paggio pro nesouhlas s další účastí LIDEM na vládním projektu s ODS a TOP 09 dne 3. ledna 2013 rezignoval na funkci místopředsedy strany. Dne 8. ledna 2013 republiková rada LIDEM zrušila výzvu a vyzvala k jednání s vládními partnery o nové podobě koaliční smlouvy.

### Kauza Nagyová a konec vlády

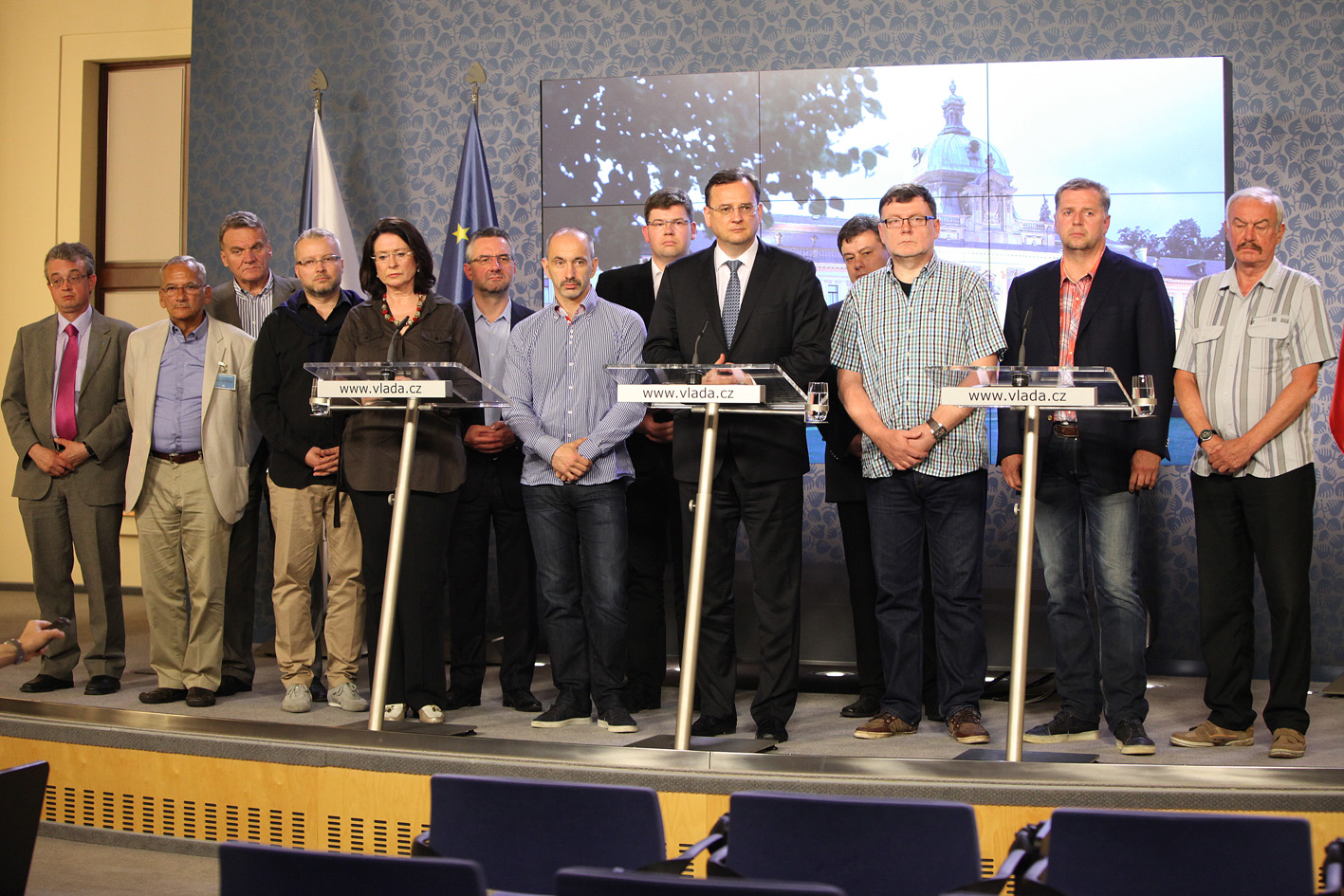
Vláda Petra Nečase oznamuje médiím, že podává demisi.

Útvar pro odhalování organizovaného zločinu provedl 13. června 2013 razii proti několika politikům, úředníkům a podnikatelům podezřelým z korupce a zneužití pravomoci úřední osoby. Ve věci bylo činné Vrchní státní zastupitelství v Olomouci, byť bylo podle právního řádu nepříslušné.
Zadrženi mezi jinými byli vedoucí Úřadu vlády Lubomír Poul, Jana Nagyová, vrchní ředitelka Sekce kabinetu předsedy vlády České republiky Petra Nečase, bývalý ministr zemědělství Ivan Fuksa, bývalý předseda poslaneckého klubu ODS Petr Tluchoř a po návratu do republiky také exposlanec ODS Marek Šnajdr. Pouze proti Lubomíru Poulovi nebylo vzneseno obvinění, ostatní jmenovaní obviněni byli s následným uvalením vazby.
Podle policejního usnesení by do kauzy mohl být zapleten i sám premiér Petr Nečas, který měl dát slib poslancům Fuksovi, Tluchořovi a Šnajdrovi, že dostanou významné posty v polostátních firmách. Detektivové to označili za úplatek. Nagyová byla obviněna nejméně ze dvou trestných činů: podplacení (§ 332 trestního zákoníku) a zneužití pravomoci úřední osoby (§ 329). Bylo jí přičítáno, že od podzimu 2012 protizákonně „úkolovala“ Vojenské zpravodajství ke sledování soukromých osob – choti předsedy vlády Radky Nečasové, a to v souvislosti s tím, že naléhala na Nečase k rozvodu. Účast premiéra nebo jeho povědomí o nezákonném sledování popřela Nagyová i sám Nečas. Ještě před vypuknutím aféry, dne 11. června 2013, Nečas s manželkou oznámili, že se rozvádějí.
Parlamentní opozice premiéra vyzvala k rezignaci. ČSSD předala v pátek 14. června 2013 předsedkyni Poslanecké sněmovny Miroslavě Němcové žádost o hlasování o nedůvěře vládě. Dne 16. června 2013 předseda vlády Petr Nečas oznámil, že v pondělí 17. června podá demisi do rukou prezidenta republiky a odstoupí také z čela Občanské demokratické strany. Petr Nečas 17. června podal v 18:03 demisi na vládní funkci. Prezident republiky Miloš Zeman jej pověřil dalším vedením kabinetu do jmenování nové vlády. Tzv. kauza Nagyová tak vyústila v pád kabinetu.
Vláda Jiřího Rusnoka byla jmenována prezidentem 10. července 2013. Dne 7. srpna 2013 jí poslanecká sněmovna nevyslovila důvěru. Záměrnou absencí dvou poslanců ODS a poslankyně LIDEM však koalice přišla o většinu 101 hlasů (proti důvěře hlasovalo jen 100).